# Milkha Singh
Milkha Singh (19 de novembro de 1929 – Chandigar, 18 de junho de 2021) também conhecido como Sikh Voador, foi um atleta indiano, especialista nos 400 metros. Foi o único atleta indiano a ganhar uma medalha de ouro individual nos Jogos da Commonwealth até Krishna Poonia repetir o feito no arremesso de disco em 2010. Ele também ganhou medalhas de ouro nos Jogos Asiáticos de 1958 e de 1962. Representou a Índia nos Jogos Olímpicos de Verão de 1956, 1960 e 1964. Recebeu a Padma Shri, a quarta maior honraria civil, em reconhecimento por seus feitos esportivos.
A corrida que tornou Singh mundialmente famoso foi a final dos 400 metros nos Jogos Olímpicos de 1960, onde obteve o quarto lugar. Ele liderou pelos primeiros 200 metros, mas não conseguiu manter a posição até o final. Esta corrida teve vários recordes quebrados e final decidida por fotografia. O tempo de Singh de 45,73 tornou-se recorde indiano e permaneceu por 41 anos.
Em 2008, o jornalista Rohit Brijnath descrevei Singh como o "melhor atleta que a Índia já produziu".
Singh morreu em 18 de junho de 2021 em Chandigar, aos 91 anos de idade, de COVID-19.